# Witamina E
Witamina E – grupa organicznych związków chemicznych, w skład której wchodzą tokoferole i tokotrienole, pełniących w organizmie funkcję niezbędnego składnika pokarmowego, rozpuszczalnej w tłuszczach witaminy. Ich wspólną cechą jest dwupierścieniowy szkielet 6-chromanolu oraz łańcuch boczny zbudowany z 3 jednostek izoprenowych. Stosowana jako dodatek do żywności o numerze E306 (ponadto syntetyczne tokoferole noszą numery E307-309).
Witamina E występuje w postaci ośmiu kongenerów: czterech tokoferoli o nasyconym łańcuchu bocznym i czterech analogicznych tokotrienoli posiadających w łańcuchu bocznym 3 wiązania podwójne. W obu grupach wyróżnia się 4 formy: α, β, γ i δ, różniące się liczbą podstawników metylowych przy pierścieniu fenylowym. Każda z 8 form witaminy E wykazuje nieco inną aktywność biologiczną. W organizmie człowieka najistotniejszą rolę pełni α-tokoferol.
Do naturalnych źródeł witaminy E należą: nasiona słonecznika, migdały, orzechy laskowe, orzeszki ziemne, oleje (słonecznikowy, szafranowy), pomidory, botwina, suszone morele, szpinak.

## Rola w organizmie
Jest głównym przeciwutleniaczem występującym w komórkach (dla nienasyconych kwasów tłuszczowych i witaminy A). Warunkuje prawidłową strukturę błon biologicznych i je ochrania. Umożliwia syntezę niektórych lipidów. Wpływa na metabolizm mięśni. Zapobiega chorobom układu krążenia, wpływa na krzepnięcie krwi.
Suplementacja witaminy E co do zasady nie zapobiega zawałowi mięśnia sercowego. Badanie wykonane w latach 90. XX w. wskazało, że jedynie u osób po zawale mięśnia sercowego podawanie bardzo dużych dawek witaminy E powoduje istotne zmniejszenie prawdopodobieństwa wystąpienia ponownego zawału. Wszystkie pozostałe badania dowodzą, że witamina E podawana jako suplement, zarówno ludziom zdrowym, jak i tym po zawale nie powoduje redukcji prawdopodobieństwa ponownego przebycia choroby wieńcowej.
| Wiek      | EAR (mg/dzień) | ZDS (mg/dzień) |
| --------- | -------------- | -------------- |
| 0–6 m-cy  | ok. 0,6        | 4              |
| 7–12 m-cy | ok. 0,6        | 5              |
| 1–3 l.    | 5              | 6              |
| 4–8 l.    | 6              | 7              |
| 9–13 l.   | 9              | 11             |
| 14–18 l.  | 12             | 15             |
| dorośli   | 12             | 15             |
| ciąża     | 12             | 15             |
| laktacja  | 16             | 19             |

## Skutki niedoboru
Zaburzenia płodności, poronienia, paraliż mięśniowy. Osłabiona praca i zanik mięśni (dystrofie), szybki rozpad erytrocytów. Zwiększenie katabolizmu nienasyconych kwasów tłuszczowych (skutkującego zaburzeniem funkcjonowania błon komórkowych). Zaburzenia wzrostu, uszkodzenia nerwów. Utrata jędrności skóry, przebarwienia skórne i plamy starcze, zmęczenie, ogólne osłabienie.

## Skutki nadmiaru
W przypadku spożywania codziennie przez dłuższy okres dawek dobowych 400–800 j.m. mogą wystąpić następujące objawy: zaburzenie widzenia, bóle głowy, zaburzenia żołądkowo-jelitowe oraz ogólne osłabienie. W świetle opublikowanych w 2007 w Journal of the American Medical Association wyników badań polegających na przejrzeniu baz danych (do badania włączono 68 randomizowanych badań, obejmujących 232 606 osób) przyjmowanie witaminy E (podobnie jak witaminy A, beta-karotenu) może zwiększać śmiertelność wśród osób je stosujących.
Zaleca się, aby nie przyjmować więcej niż 1000 mg witaminy E dziennie.